# بوسان گیمهه
بوسان گیمهه (انگلیسی: Busan–Gimhae) شرکت ترابری ریلی کره‌ای است، که در سال ۲۰۰۳ تأسیس شد.